# 蟲蟲國王
〈蟲蟲國王〉（英語：King Worm）是《探險活寶》第四季的第18集。在卡通頻道2012年8月13日播出。本集以阿寶和老皮為主角。在這一集裡，阿寶和老皮發現由蟲蟲國王困在自己的潛意識。最終，阿寶能夠集中在他內心恐懼來躲避遐想，迫使蟲蟲國王逃離。